# Suraya Pakzad
Suraya Pakzad, född 1975, är en afghansk kvinnorättsaktivist. 
Pakzad har en utbildning från universitetet i Kabul och avlade examen i litteratur 1992. Hon grundade organisationen Voice of Women 1998 för att stötta kvinnor i Afghanistan, till en början med fokus på utbildning för kvinnor och unga flickor. Detta fick ske i hemlighet under talibanregimen som störtades 2001. Pakzad erbjöd även stöd till kvinnor på flykt från våldsamma äktenskap, tvångsäktenskap och kvinnor som nyligen släppts från fängelse i form av uppehälle, socialt och psykologiskt stöd och rättslig rådgivning. 
Pakzad tilldelades International Women of Courage Award 2008 och har varit med på Times lista över världens mest inflytelserika människor år 2009.